# HMS Belvoir (L32)
Pour les autres navires du même nom, voir HMS Belvoir.
Le HMS Belvoir (pennant number L32) est un destroyer d'escorte de classe Hunt de type III construit pour la Royal Navy pendant la Seconde Guerre mondiale

## Construction
Le Belvoir est commandé le 4 juillet 1940 dans le cadre du programme d'urgence de la guerre de 1940 pour le chantier naval de Cammell Laird Shipyard de Birkenhead en Angleterre sous le numéro 3964. La pose de la quille est effectuée le 22 août 1940, le Belvoir est lancé le 22 août 1941 et mis en service le 5 février 1942.
Il est parrainé par la communauté civile de Sutton-in-Ashfield dans le Nottinghamshire pendant la campagne nationale du Warship Week (semaine des navires de guerre) en mars 1942.
Les navires de classe Hunt sont censés répondre au besoin de la Royal Navy d'avoir un grand nombre de petits navires de type destroyer capables à la fois d'escorter des convois et d'opérer avec la flotte. Les Hunt de type III se distinguent des navires précédents type I et II par l'ajout de 2 tubes lance-torpilles au milieu du navire. Pour compenser le poids des tubes lance-torpilles, seuls 2 supports de canons jumeaux de 4 pouces ont été installés, le canon en position "Y" a été retiré, le projecteur étant déplacé vers le pont arrière de l'abri en conséquence. Les Hunt de type III pouvaient être facilement identifiés car ils avaient une cheminée droite avec un sommet incliné et le mât n'avait pas de râteau. Quatorze d'entre eux ont vu leurs ailerons stabilisateurs retirés (ou non installés en premier lieu) et l'espace utilisé pour le mazout supplémentaire.
Le Hunt type III (comme le type II) mesure 80,54 m de longueur entre perpendiculaires et 85,34 m de longueur hors-tout. Le Maître-bau du navire mesure 9,60 m et le tirant d'eau est de 3,51 m. Le déplacement est de 1070 t standard et de 1510 t à pleine charge.
Deux chaudières Admiralty produisant de la vapeur à 2100 kPa et à 327 °C alimentent des turbines à vapeur à engrenages simples Parsons qui entraînent deux arbres d'hélices, générant 19 000 chevaux (14 000 kW) à 380 tr/min. Cela donné une vitesse de 27 nœuds (50 km/h) au navire. 281 t de carburant sont transportés, ce qui donne un rayon d'action nominale de 2 560 milles marins (4 740 km) (bien qu'en service, son rayon d'action tombe à 1 550 milles marins (2 870 km)).
L'armement principal du navire est de quatre canons de 4 pouces QF Mk XVI (102 mm) à double usage (anti-navire et anti-aérien) sur trois supports doubles, avec un support avant et deux arrière. Un armement antiaérien rapproché supplémentaire est fourni par une monture avec des canons quadruple de 2 livres "pom-pom" MK.VII et trois  canons Oerlikon de 20 mm Mk. III montés dans les ailes du pont,. Jusqu'à 110 charges de profondeur pouvaient être transportées , avec deux goulottes de charge en profondeur et quatre lanceurs de charge en profondeur constituent l'armement anti-sous-marin du navire. Le radar de type 291 et de type 285 sont installés, de même qu'une sonar de type 128,. Le navire avait un effectif de 168 officiers et hommes,.

## Histoire

### Seconde guerre mondiale

#### 1942
Après des essais d'acceptation et sa mise en service, le Belvoir se rend à Scapa Flow pour des exercices opérationnels avec la Home Fleet. Le 4 mars 1942, il est affecté à l’escorte du convoi PQ14 à Mourmansk, en Russie, et le convoi QP10 pour le retour. Les forces de protection sont composées des cuirassés King George V (41) et Duke of York (17), du porte-avions Victorious (R38), du croiseur lourd Kent (54) et du croiseur léger Nigeria (60), des destroyers Bedouin (F67), Offa (G29), Escapade (H17), Eskimo (F75), Faulknor (H62), Matchless (G52), Onslow (G17) et Somali (F33) et des destroyers d'escorte Ledbury (L90), Middleton (L74) et Wheatland (L122),,,.
Le 5 mai, le Belvoir continue à participer à l’escorte du convoi PQ15 vers la Russie et le convoi QP12 sur le retour. La protection du convoi est renforcée par le cuirassé américain Washington (BB-56), le croiseur lourd Wichita (CA-45) et Tuscaloosa (CA-37), escortés par quatre destroyers américains. Ses forces comprennent le King Goerge V, le Victorious et le croiseur léger Kenya (14), escorté par sept destroyers et quatre destroyers d’escorte de classe Hunt,,,.
Après avoir terminé sa mission, le Belvoir est nommé pour rejoindre la 2e Flottille de destroyers de la Eastern Fleet (Flotte d’Extrême-Orient). Le 11 avril, il rejoint le croiseur léger Mauritius (80), le croiseur marchand armé HMS Carnavon Castle et son navire jumeau (sister ship) Hursley (L84) dans le cadre du convoi WS19 qui se rend des approches occidentales vers Freetown en Afrique du Sud. Le Belvoir se détache du convoi WS19 lorsqu’il est arrivé à Freetown le 22 mars, puis avec le Mauritius, le Hursley et le Milford (L51) rejoignent le convoi WS19 trois jours plus tard, poursuivant leur voyage vers le Cap de Bonne Espérance. Après s’être rendu à Capetown le 5 juin, il y reste jusqu’au 14 juin, date à laquelle il rejoint le croiseur Shropshire (73) et le croiseur marchand armé HMS Cheshire pour continuer son voyage à Durban. Le 23 juin, il se sépare du convoi WS19 à destination de Mombasa, au Kenya, pour se ravitailler en carburant.
Cependant, après que le nombre de navires de guerre de la Mediterranean Fleet (Flotte méditerranéenne) a subi de lourds dommages après les batailles défensives grecques et crétoises, le Belvoir prévu d'être affectés pour le Extrême-Orient, est redirigé pour aller à Alexandrie en Égypte. Il retourne à Durban pour escorter le croiseur marchand armé Moreton Bay (F11) jusqu’au port de Kilindini, à Mombasa, jusqu’au site le 8 juillet, et poursuit de façon indépendante son voyage à travers l’océan Indien, Aden, la mer Rouge et le canal de Suez, et rejoint la 5e Flottille de destroyers à Alexandrie le 20 juillet. Il est immédiatement rejoint par le croiseur léger Dido (37) lors du bombardement de Mersa Matruh, en Egypte, le 23 juillet, puis est détaché deux jours plus tard pour escorter le sous-marin endommagé Porpoise (N14) à Port-Saïd.
Le Belvoir assure alors des patrouilles, escortant les convois côtiers d’Alexandrie et participant à des opérations de bombardement à l’appui des campagnes, et aux opérations subséquentes à Tobrouk, en Libye étant partiellement bloquée par les forces de l'Axe. Le 14 septembre, le Belvoir et son navire jumeau Aldenham (L22) sont escortés par le remorqueur HMS Brigand pour aider le croiseur léger Coventry (D43) et le destroyer Zulu (F18) gravement endommagés dans l’Opération Agreement. Cependant, le Coventry et le Zulu sont coulés avant l’arrivée rapide du Brigand,.
En octobre, le Belvoir continue à soutenir la campagne. Jusqu’au 17 novembre, il est affecté avec ses navires-frères Aldenham, Beaufort (L14), Croome (L62), Dulverton (L63), Exmoor (L08), Hursley, Hurworth (L28), Tetcott (L99) et le destroyer grec Pindos (L65) pour escorter le convoi de fret MW13 pour Malte , dans le cadre de l'opération Stoneage. Le convoi subit une attaque aérienne lourde et prolongé le lendemain, provoquant le torpillage du croiseur léger Arethusa (26) avant d'être remorqué vers Alexandrie. Après son arrivée à Malte le 19 novembre, il se sépare du convoi et revient à Alexandrie avec le reste de la force d’escorte.
Le 1er décembre, le Belvoir est affecté avec le Aldenham, le Croome, le Exmoor, le Hursley, le Tetcott et le Pindos pour escorter le convoi MW14 afin de livrer des renforts pour Malte. Le convoi est soutenu à distance par le croiseur léger Orion (85) et les destroyers Pakenham (G06), Petard (G56) et le destroyer grec Vasilissa Olga. Le convoi rencontre la Force K de Malte trois jours plus tard. Le Belvoir se détache ensuite du convoi MW14 le 5 décembre après son arrivée à Malte. Deux jours plus tard, il est réaffecté avec le Orion, le Pakenham, le Petard, le Aldenham, le Exmoor, le Dulverton, le Hursley, le Tetcott, le Pindos et le Vasilissa Olga pour escorter le convoi ME11 de Malte vers l’Égypte. Le convoi arrive à Port-Saïd le 11 décembre.

#### 1943
Le Belvoir poursuit ses fonctions de patrouille et d’escorte de convoi dans la région de la Méditerranée orientale. Le 1er février 1943, il rejoint le Tetcott pour secourir 117 survivants de mouilleur de mines Welshman (M84), qui a été coulé par torpille du sous-marin allemand U-617 au large des côtes de l'Egypte, à la position géographique de 32° 12′ N, 24° 52′ E.
En mai, le Belvoir participe à l'opération Retribution afin de bloquer la région du Cap Bon, en Tunisie, pour empêcher l’évacuation de la Légion africaine d'Afrique du Nord. En juin, il est mobilisé pour l’opération Husky, le débarquement allié en Sicile, en Italie,,.
Le Belvoir accompagné son navire jumeau, le Dulverton, comme élément du Escort Group Q, part d’Alexandrie le 3 juillet, escortant le convoi MWS36 vers la Sicile. Il mène des opérations anti-sous-marines sur le chemin le 6 juillet, et après son arrivée au large des plages amphibies au sud-ouest de Syracuse le 10 juillet, il patrouille contre les interventions des torpilleurs ennemi schnellboote. Le navire continue à patrouiller et à soutenir le convoi pour la campagne jusqu’au 8 mai,,.
Le Belvoir se mobilise ensuite dans le cadre de l'opération Avalanche, le débarquement allié à Salerne, en Italie. Le 9 septembre, il escorte un convoi d'assaut à Salerne, puis sert de patrouille et de soutien au feu pour Les débarquements.
En octobre, le Belvoir et la flottille sont renvoyés à Alexandrie, participant à la campagne dodécanaise pour empêcher l’occupation allemande des îles Dodécanèse dans la mer Egée, qui étaient occupées par l'Italie mais que maintenant, atteignent les forces alliées,,.
Le 15 octobre, le Belvoir s’en prend aux troupes et aux fournitures pour l’occupation, et le lendemain, il patrouille pour empêcher la navigation allemande d’entrer. Le 18 octobre, il aide par des tirs de son artillerie les opérations à terre. Le 30 octobre, le navire est endommagé lors d’une attaque aérienne, une bombe le frappe et pénètre dans le pont, mais n'explose pas et est jeté à travers tribord.
En décembre, il rejoint le Beaufort (L14), le Dulverton, le Faulknor (H62), le Echo (H23) et le destroyer grec Pindos en patrouille pour empêcher les navires ennemis de débarquer sur l’île de Leros. Le lendemain, il secourt 109 survivants du Dulverton lorsqu'il est gravement endommagé par le bombardement d'une bombe planante Henschel Hs 293 près de l’île de Kos. Le Belvoir le torpille aux coordonnées géographique de 36° 50′ N, 27° 30′ E, après que les tentatives pour sauver le navire se sont montrées inefficaces. Après la fin de la campagne du Dodécanèse, le Belvoir et la flottille sont transférés à Alger pour opérer en Méditerranée occidentale et centrale,.

#### 1944
Le 6 juin 1944, le Belvoir est proposé de transfert aux Forces navales françaises libres dans les débarquements de Normandie, mais n'est pas accepté. Ainsi, le navire reste en Méditerranée.
En juillet, il est mobilisé pour participer à l'opération Dragoon, le débarquement allié dans le sud de la France. Le navire est transféré à titre temporaire sous le commandement général de la marine des États-Unis, l'US Navy, et est transféré à Naples, en Italie, où le 13 août, avec le Aldenham, le Beaufoft, le Whaddon (L45), le Blackmore (L43), le Eggesford (L15), le Lauderdale (L95) et le Pindos participent à la protection du convoi SM2. En arrivant sur la zone d'assaut le 15 août, il patrouille et tire des appuis-feu jusqu’au 23 août, lorsque l’opération prend fin et que le navire revient sous le commandement de la Royal Navy.
Le Belvoir continue d’opérer dans la région centre de la Méditerranée et la mer Adriatique. Le 20 septembre, avec son navire jumeau Whaddon, il prend part à des combats avec les torpilleurs Schnellboote allemands. Le 4 octobre, il mène une attaque infructueuse sur un U-Boot à la position géographique de 40° 38′ N, 13° 21′ E.

#### 1945
Le Belvoir continue d'opérer dans la mer Adriatique et escorte des convois vers les ports grecs. En juin, il resté en Méditerranée basé à Malte pour les missions de la Flotte.
Le 7 juillet, il retourne en Grande-Bretagne et est emmené dans la réserve de Portsmouth.

### Après-guerre
Mis en réserve à Portsmouth depuis juillet 1945, le Belvoir déménage à Harwich en 1950. Il retourne à Portsmouth deux ans plus tard, et est inscrit sur la liste des démolitions en 1957. Il est vendu à BISCO, et mise au rebut par P & W MacLellan à Bo'ness près d'Édimbourg, le navire arrive en remorque sur le chantier du démolisseur le 21 octobre 1957,.

### Honneurs de bataille
- SICILY 1943
- SALERNO 1943
- AEGEAN 1943
- SOUTH FRANCE 1944
- ADRIATIC 1944

### Commandement
- Lieutenant (Lt.) John Fitzroy Duyland Bush (RN) du 3 février 1942 au 18 mai 1944
- Lieutenant (Lt.) William David Shaw (RN) du 18 mai 1944 à mi 1945